# Andreas Küttel
Pour les articles homonymes, voir Küttel.
Andreas Küttel, né le 25 avril 1979 à Einsiedeln, est un sauteur à ski suisse.

## Carrière
Il a fait ses débuts en Coupe du monde lors de la saison 1995/1996. Son record personnel est 222 mètres (record de Suisse), réalisé à Planica (Slovénie) en 2006. Il concourt pour le club d'Einsiedeln. Professeur de sport diplômé de l'ETH Zürich, Andreas Kuettel a obtenu sa première victoire en Coupe du monde en 2005 à Lillehammer (Norvège). Au total, il a obtenu quinze places de podium dans des épreuves de Coupe du monde. Il a terminé 3e du classement général de la Coupe du monde en 2005/2006, 5e en 2006/2007. Il a remporté une étape de la très prestigieuse Tournée des quatre tremplins le 1er janvier 2007 à Garmisch-Partenkirchen. En 2009, il devient champion du monde sur le grand tremplin de Liberec, à l'issue d'un concours disputé sur une seule manche et où il a devancé Martin Schmitt de 0,4 point et 1,8 points sur Anders Jacobsen.
En 2011, il décide de se retirer du saut à ski de haut niveau, après n'avoir pas obtenu les résultats escomptés cette saison.

## Palmarès

### Jeux olympiques
| Épreuve / Édition | Salt Lake City 2002 | Turin 2006 | Vancouver 2010 |
| Petit tremplin    | 22e                 | 5e         | 35e            |
| Grand tremplin    | 6e                  | 6e         | 24e            |
| Par équipes       | 7e                  | 7e         |                |

### Championnats du monde
| Épreuve / Édition | Épreuve / Édition | Trondheim 1997 | Ramsau 1999 | Lahti 2001 | Val di Fiemme 2003 | Oberstdorf 2005 | Sapporo 2007 | Liberec 2009 | Oslo 2011 |
| Petit tremplin    | Petit tremplin    | 21e            | 39e         | 11e        | 47e                | 20e             | 5e           | 6e           | 29e       |
| Grand tremplin    | Grand tremplin    | 50e            | 51e         | 29e        | 47e                | 18e             | 19e          | Or           | 43e       |
| Par équipes       | PT                |                | 9e          |            | 8e                 |                 |              |              | 10e       |
| Par équipes       | GT                |                | 9e          | 9e         | 7e                 | 7e              |              |              |           |

 * PT:Petit Tremplin, GT : Grand Tremplin 

### Championnats du monde de vol à ski
| Épreuve / Édition | Vikersund 2000 | Harrachov 2002 | Planica 2004 | Kulm 2006 | Oberstdorf 2008 |
| Individuel        | 27e            | 36e            | 23e          | 6e        | 13e             |
| Par équipes       |                |                |              | 6e        | 9e              |

### Coupe du monde
- Meilleur classement général : 3e en 2006.
- 15 podiums individuels dont 5 victoires.

#### Différents classements en Coupe du monde
| Année     | Classement général final |
| 1995-1996 | 32e                      |
| 1998-1999 | 69e                      |
| 1999-2000 | 57e                      |
| 2000-2001 | 48e                      |
| 2001-2002 | 30e                      |
| 2002-2003 | 60e                      |
| 2003-2004 | 23e                      |
| 2004-2005 | 17e                      |
| 2005-2006 | 3e                       |
| 2006-2007 | 5e                       |
| 2007-2008 | 7e                       |
| 2008-2009 | 11e                      |
| 2009-2010 | 33e                      |

#### Victoires saison par saison
| Année | Lieu                                                                     |
| 2006  | Lillehammer (Norvège), Harrachov (République tchèque), Kuopio (Finlande) |
| 2007  | Garmisch-Partenkirchen (Allemagne)                                       |
| 2008  | Engelberg (Suisse)                                                       |